# Село-при-Вранськем
Село-при-Вранськем (словен. Selo pri Vranskem) — поселення в общині Врансько, Савинський регіон, Словенія. 
Висота над рівнем моря: 360,3 м.